# Salvador Navarro
Salvador Navarro Arana (* 1950 en Guadalajara, Jalisco, México - † 8 de marzo de 2004 en Guadalajara, Jalisco, México) fue un futbolista mexicano que jugaba en las posiciones de defensa y mediocampista, se desempeñó como lateral, aunque empezó de volante de contención. Jugó para el Club Deportivo Guadalajara y el Philadelphia Atoms.
En 1966 fue campeón estatal de la categoría Infantil Especial "A" con el equipo del Guadalajara. Llegó al primer equipo en 1968, donde permaneció hasta 1975.
En 1976 fue prestado al equipo Philadelphia Atoms de la North American Soccer League (NASL) y regresó cuando el equipo desaparece. Finalmente en 1978 fue puesto transferible por el Guadalajara, club que le otorgó su carta para que pudiera arreglarse con el equipo que quisiera. Murió el día 8 de marzo de 2004, producto de un suicidio.